# دوبیتشن
دوبیتشن (به آلمانی: Dobitschen) یک شهر در آلمان است که در اتنبرگر لند واقع شده‌است. دوبیتشن ۵۵۵ نفر جمعیت دارد.